# Grand Prix Formule 1 van Singapore 2009

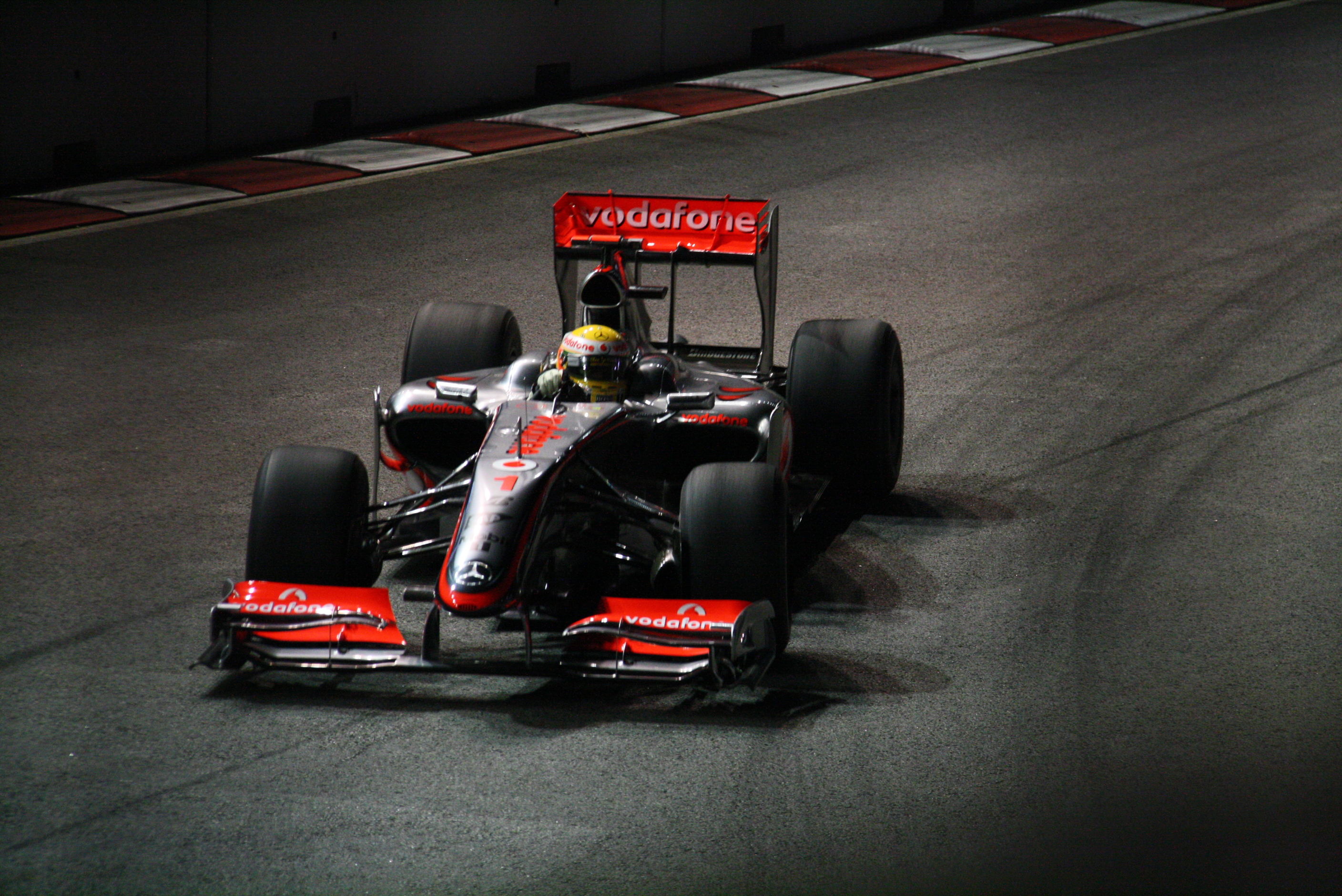
Winnaar Lewis Hamilton tijdens de race.

De Grand Prix Formule 1 van Singapore 2009 werd gehouden van 25 tot 27 september 2009 op het Marina Bay Street Circuit. Het was de 2e race op dit circuit. De Grand Prix werd gewonnen door Lewis Hamilton. Hij eindigde voor Timo Glock en Fernando Alonso.

## Kwalificatie
| Positie | Nummer | Naam                 | Team                 | Q1       | Q2       | Q3       | Grid |
| ------- | ------ | -------------------- | -------------------- | -------- | -------- | -------- | ---- |
| 1       | 1      | Lewis Hamilton       | McLaren-Mercedes     | 1:46.977 | 1:46.657 | 1:47.891 | 1    |
| 2       | 15     | Sebastian Vettel     | Red Bull-Renault     | 1:47.541 | 1:46.362 | 1:48.204 | 2    |
| 3       | 16     | Nico Rosberg         | Williams-Toyota      | 1:47.390 | 1:46.197 | 1:48.348 | 3    |
| 4       | 14     | Mark Webber          | Red Bull-Renault     | 1:47.646 | 1:46.328 | 1:48.722 | 4    |
| 5       | 23     | Rubens Barrichello   | Brawn-Mercedes       | 1:47.397 | 1:46.787 | 1:48.828 | 9    |
| 6       | 7      | Fernando Alonso      | Renault              | 1:47.757 | 1:46.767 | 1:49.054 | 5    |
| 7       | 10     | Timo Glock           | Toyota               | 1:47.770 | 1:46.707 | 1:49.180 | 6    |
| 8       | 6      | Nick Heidfeld        | BMW Sauber           | 1:47.347 | 1:46.832 | 1:49.307 | PIT  |
| 9       | 5      | Robert Kubica        | BMW Sauber           | 1:47.615 | 1:46.813 | 1:49.514 | 7    |
| 10      | 2      | Heikki Kovalainen    | McLaren-Mercedes     | 1:47.542 | 1:46.842 | 1:49.778 | 8    |
| 11      | 17     | Kazuki Nakajima      | Williams-Toyota      | 1:47.637 | 1:47.013 |          | 10   |
| 12      | 22     | Jenson Button        | Brawn-Mercedes       | 1:47.180 | 1:47.141 |          | 11   |
| 13      | 4      | Kimi Räikkönen       | Ferrari              | 1:47.293 | 1:47.177 |          | 12   |
| 14      | 12     | Sébastien Buemi      | Toro Rosso-Ferrari   | 1:47.677 | 1:47.369 |          | 13   |
| 15      | 9      | Jarno Trulli         | Toyota               | 1:47.690 | 1:47.413 |          | 14   |
| 16      | 20     | Adrian Sutil         | Force India-Mercedes | 1:48.231 |          |          | 15   |
| 17      | 11     | Jaime Alguersuari    | Toro Rosso-Ferrari   | 1:48.340 |          |          | 16   |
| 18      | 3      | Giancarlo Fisichella | Ferrari              | 1:48.350 |          |          | 17   |
| 19      | 8      | Romain Grosjean      | Renault              | 1:48.544 |          |          | 18   |
| 20      | 21     | Vitantonio Liuzzi    | Force India-Mercedes | 1:48.792 |          |          | 19   |

## Race
| Positie | Nummer | Coureur              | Team                 | Rondes | Tijd/Oorzaak uitval | Startplaats | Punten |
| ------- | ------ | -------------------- | -------------------- | ------ | ------------------- | ----------- | ------ |
| 1       | 1      | Lewis Hamilton       | McLaren-Mercedes     | 61     | 1:56:06.337         | 1           | 10     |
| 2       | 10     | Timo Glock           | Toyota               | 61     | +9.634              | 6           | 8      |
| 3       | 7      | Fernando Alonso      | Renault              | 61     | +16.624             | 5           | 6      |
| 4       | 15     | Sebastian Vettel     | Red Bull-Renault     | 61     | +20.261             | 2           | 5      |
| 5       | 22     | Jenson Button        | Brawn-Mercedes       | 61     | +30.015             | 11          | 4      |
| 6       | 23     | Rubens Barrichello   | Brawn-Mercedes       | 61     | +31.858             | 9           | 3      |
| 7       | 2      | Heikki Kovalainen    | McLaren-Mercedes     | 61     | +36.157             | 8           | 2      |
| 8       | 5      | Robert Kubica        | BMW Sauber           | 61     | +55.054             | 7           | 1      |
| 9       | 17     | Kazuki Nakajima      | Williams-Toyota      | 61     | +56.054             | 10          |        |
| 10      | 4      | Kimi Räikkönen       | Ferrari              | 61     | +58.892             | 12          |        |
| 11      | 16     | Nico Rosberg         | Williams-Toyota      | 61     | +59.777             | 3           |        |
| 12      | 9      | Jarno Trulli         | Toyota               | 61     | +1:13.009           | 14          |        |
| 13      | 3      | Giancarlo Fisichella | Ferrari              | 61     | +1:19.890           | 17          |        |
| 14      | 21     | Vitantonio Liuzzi    | Force India-Mercedes | 61     | +1:33.502           | 19          |        |
| 15      | 11     | Jaime Alguersuari    | Toro Rosso-Ferrari   | 47     | Technisch           | 16          |        |
| DNF     | 12     | Sébastien Buemi      | Toro Rosso-Ferrari   | 47     | Technisch           | 13          |        |
| DNF     | 14     | Mark Webber          | Red Bull-Renault     | 45     | Ongeval             | 4           |        |
| DNF     | 20     | Adrian Sutil         | Force India-Mercedes | 23     | Technisch           | 15          |        |
| DNF     | 6      | Nick Heidfeld        | BMW Sauber           | 19     | Ongeval             | 20 (PIT)    |        |
| DNF     | 8      | Romain Grosjean      | Renault              | 3      | Technisch           | 18          |        |

## Noot
- Dit was de 25ste podiumplaats voor Lewis Hamilton.

2008 · 2009 · 2010 · 2011 · 2012 · 2013 · 2014 · 2015 · 2016 · 2017 · 2018 · 2019 · 2022 · 2023 · 2024 · 2025 · 2026 · 2027 · 2028